# Bataille de Montenotte
Pour un article plus général, voir Campagne d'Italie (1796-1797).
 (mars 2025).
Première Coalition
Batailles
La bataille de Montenotte eut lieu le 23 germinal an IV (12 avril 1796) à Montenotte (Nord-Ouest de l'Italie, province de Ligurie) durant la campagne d'Italie des guerres de la Révolution française, entre l'armée française commandée par Bonaparte et les armées du royaume de Sardaigne et du Saint-Empire sous les ordres du comte Eugène-Guillaume d'Argenteau.

## Contexte
Lorsque Bonaparte, fraîchement nommé commandant en chef de l'armée d'Italie, arrive à Nice le 27 mars, il trouve l'armée dans un bien piteux état. Des 106 000 hommes annoncés par le ministère de la Guerre, beaucoup sont morts, sont prisonniers ou ont déserté. Les quelque 31 000 soldats restants, dont 28 000 fantassins et 3 000 cavaliers, sont mal nourris, mal habillés, mal armés. Ils ne disposent plus que de 30 canons et 500 mulets pour le transport.
En face, l'armée impériale compte 42 bataillons et 44 escadrons. L'armée piémontaise est forte de 30 000 hommes et la cavalerie napolitaine compte 2 000 hommes soit au total 80 000 soldats et 200 pièces de canons.

## La bataille
Lundi 11 avril : combat de la redoute de Monte-Legino
Vers 3 h du matin, la 1re demi-brigade légère, du colonel Fornésy, est déployée en avant de la redoute du Monte-Legino. Le 2e bataillon de la 21e demi-brigade occupait Savone, sous les ordres du chef de brigade Rampon. Au col de Cadibona, les restes de la 21e demi-brigade. À Legino et Quiliano, 2 400 hommes de la 8e demi-brigade légère. À Savone, 3 000 hommes de plusieurs unités.
Le général du Saint-Empire Argenteau quitte à cheval Pareto, ayant reçu ses ordres en retard. Ordre est donné aux troupes stationnées à Cairo, Dego (sous Rukavina), Pareto, Giusvalla et Sassello de se mettre en marche, direction Savone. À Sassello, le général Liptay étant alité, les ordres de marche sont transmis avec retard. Deux bataillons resteront à Sassello. Les troupes passeront par Giovo.
Vers 12 h, les reconnaissances trouvent l'ennemi à Montenotte ; elles le trouvent nombreux, en mouvement.
Argenteau arrive sur les hauteurs de Montenotte avec trois bataillons. Il y est rejoint par Rukavina avec deux bataillons, trois compagnies du corps franc de Giulay (300 hommes) le tout pour un total de 4 000 hommes. Rukavina engage le premier l’attaque qui est menée par les trois compagnies du corps franc de Giulay en tirailleurs. Direction Savone en refoulant les reconnaissances situées sur le Monte San-Giorgio et Monte Pra.
Après une légère fusillade, elles se replient sur la redoute du Monte-Legino. Rampon accourt et prend le commandement en chef de cette position. La redoute était située sur une crête étroite à 3 km au sud de Montenotte. Les hommes se mettent en défense soutenus par la demi-brigade d'infanterie légère.
Rampon arrête tout un jour les colonnes des Impériaux. Il anime, exalte le soldat ; il lui communique une énergie qu'aucun effort ne peut vaincre.
Le 3e bataillon de la 99e demi-brigade sortit de Savone, se porta sur le lieu du combat, engagea la fusillade avec l’ennemi qui, déjà repoussé par Rampon, occupait encore nos premiers retranchements.
Trois fois l'ennemi tente l'assaut, trois fois il est repoussé. Rukavina est touché à l’épaule lors d’une attaque de la redoute.
Vers 16 h, les pertes françaises sont de 57 hommes.
Argenteau met fin aux combats. Il envoie un message au général Liptay à Sassello lui demandant des renforts. Les Impériaux se retirent sur un mamelon qui se trouvait en face de la redoute; ils avaient perdu une centaine d'hommes.
Vers 17 h 30, Rampon demande à Masséna des vivres, de l’artillerie et des renforts.
Mardi 12 avril (23 germinal an IV) : combats de Montenotte
Laharpe attaquera de front.
Masséna tournera l’ennemi par la gauche, par Altare, qui commande les positions de l'armée impériale de Montenotte.
Dans la même direction, Augereau effectuera un mouvement enveloppant de plus grande envergure encore, descendant du Monte Alto en terrain accidenté, afin de couper la retraite à l’ennemi battu. Il surveillera aussi, vers l’ouest, les Piémontais pour le cas où ils voudraient se joindre à leurs alliés.
À 1 h du matin, Bonaparte quitte Savone avec Berthier, Salicetti, Masséna, conduit par le frère du curé d'Altare. Il gagne la hauteur de Casa Bianca. Le matin, Berthier écrit à Masséna : « Tout nous annonce que cette journée et celle de demain marqueront l'histoire ».
À 2 h, Laharpe quitta Savone, rallia la brigade de Cervoni, passa près de la maison Doria, prit à Monte-Legino les 1re et 21e avec quatre pièces de canon (deux de 3 livres et deux de 4 livres) que Masséna leur avait envoyées dans la nuit. Masséna part à la tête du 1er et 3e bataillon de la 21e demi-brigade qui occupait Cadibona situé à la gauche et doit prendre l'ennemi à dos ; il marche vers la droite. Le chef de brigade Rondeau formait l’avant-garde avec les carabiniers et les grenadiers. Le général Philippe Romain Ménard était à la tête de la 8e, Masséna conduisait la 21e.
Plus à gauche, Augereau avec 6 000 hommes doit marcher de Altare, par Carcare sur Cairo avec ordre de « tourner et d’attaquer l’ennemi ». Enfin Sérurier doit faire des démonstrations pour contenir les Piémontais.
Côté Empire, le 3e bataillon du rég Terzy (800 hommes) a marché toute la nuit pour rejoindre au point du jour. Un bataillon du régiment Preiss est arrivé dans la nuit mais ne sera pas utilisé dans la bataille.
Vers 6 h, au point du jour, d’une butte voisine de Montenotte, Bonaparte en surveille le développement, par un mauvais temps de pluie froide et de brouillard ; à ses côtés seul en civil au milieu des uniformes, Salicetti. Arrivée en vue de Montenotte, la colonne de Masséna se divisa. L’avant-garde et la 21e marchèrent droit aux Impériaux déjà rangés sur les hauteurs ; la 8e, prenant un détour, s’avança par des sentiers difficiles sur le flanc droit ennemi.
Pour garder la route d’Altare vers Castellazzo et Bric Tesoro, Argenteau déploya cette unité ainsi qu’une compagnie du corps franc de Giulay et quelques autres éléments. Argenteau, qui n'avait reçu aucun avis de son général en chef, persista dans son projet de s'emparer de Monte-Legino, il donna donc le signal d'une attaque.
Le brouillard se lève et dévoile les pièces d’artillerie déployées sur le Monte-Legino, et la mitraille fait d'affreux ravages dans les rangs des Impériaux qui fuient en désordre. Argenteau s’aperçoit alors qu’il a devant lui des troupes renforcées. Puis il entend gronder le canon sur la route d’Altare.
Masséna attaque le petit flanc droit des Impériaux. L’avant-garde se mit aussitôt en bataille, ayant la 21e en seconde ligne, et engagea ses tirailleurs. Argenteau déploie pour maintenir le centre les bataillons Stein et Pellegrini sous les ordres de Nezlinger. Les deux bataillons d’Anton sont placés en défense sur le flanc gauche (Monte Pra). Puis il vient secourir le flanc droit avec le bataillon Alvintzi.
La 8e cependant gravissait à la course des montagnes escarpées. Elle débusquait successivement les postes ennemis et touchait au terme qu’elle devait atteindre, lorsque les carabiniers (sous Rondeau), emportés par l’impatience de combattre, se jetèrent en tirailleurs et attaquèrent, soutenus par les grenadiers en bataille. Les défenseurs sur le flanc droit tiennent bon dans un premier temps. La ligne ennemie du flanc droit fut enfoncée et mise en fuite.
Pendant que Masséna déborde le flanc droit, Laharpe attaque les défenseurs du Monte Pra. La 1re demi-brigade légère passe à l’attaque sur l’aile gauche de l’ennemi qui, en un instant, fut mis en déroute et culbuté dans le ravin en arrière de Montenotte. La 8e encore trop en arrière, ne put lui couper la retraite. Les Impériaux furent du reste poursuivis avec chaleur par l’aide de camp Murat.
Argenteau en retraite est obligé de défiler sous le feu de Masséna, qui occupe les hauteurs, ils n'essayèrent pas de prolonger une inutile résistance. Le régiment Alvintzi assure l’arrière-garde au travers de Montenotte. Les régiments Pellegrini et Stein se replient vers Dego, Alvintzi et Trezy vers Pareto, Anton (500 h) vers Mioglia.
Vers 10 h, du champ de bataille, la 8e marcha sur Carcare ; elle y marcha sans les carabiniers qui, emportés sur les traces de l’ennemi, se trouvaient à plus de trois lieues de distance. Le général en chef avec son état-major avait joint la demi-brigade.
1 500 Impériaux restèrent sur le champ de bataille, 1 500 autres sont faits prisonniers, quatre drapeaux, deux canons, une grande quantité d'armes et de munitions demeurèrent entre les mains des Français.
Dans la soirée, conférence avec Masséna, Laharpe, Augereau et Sulkowski. Bonaparte couche à Carcare.

## Commémoration
La rue de Montenotte à Paris rappelle le souvenir de cette bataille.